# Dialektische Didaktik
Dialektische Didaktik ist ein unterrichtsdidaktischer Ansatz, den Lothar Klingberg entwickelt hat, der von 1965 bis 1980 Professor für systematische Pädagogik und Didaktik an der Pädagogischen Hochschule Potsdam lehrte. Da die Inhalte im DDR-Bildungswesen sehr genau vorgegeben waren, blieb das Feld der Didaktik nur die Umsetzung und der Unterrichtsprozess.
Grundgedanke ist, dass es stets einen Widerspruch im allgemeinen Unterrichtsgeschehen gebe, der sich aus dem kollektiven Charakter der Schule einerseits und den individuell geprägten Lernprozessen der Schüler andererseits ergebe.
Unterricht soll, der dialektischen Didaktik zufolge, mit den Schülern zusammen gestaltet werden, in einer Dialektik von Führung (systematisch) und Selbsttätigkeit (anarchisch und revolutionär). Klingberg nennt dieses Vorgehen Subjektorientierung. Lehrer und Schüler lenken das Unterrichtsgeschehen gemeinsam und werden so zu einem kollektiven Subjekt. Unterricht soll als schöpferischer Prozess gesehen werden, in dem zwar die Inhalte und Ziele des Unterrichts definiert sind, aber geeignete Kommunikationsformen und Methoden angewendet werden, um Kompetenzen der Schüler zu verbessern.
Für die Akademie der Pädagogischen Wissenschaften gefährdete die Subjektorientierung das Lehrplanwerk und damit den einheitlichen Unterricht als sozialistische Errungenschaft.